# Mosteiros (Concelho)
Mosteiros ist eine Gemeinde (concelho) auf der kapverdischen Insel Fogo mit 17.449 Einwohnern. Sie liegt im Nordosten der Insel und wird auf Kreolisch Musteru genannt.

## Ortsteile
Die Samtgemeinde Mosteiros entstand 1991 durch den Zusammenschluss folgender Ortschaften:
- Achada Grande
- Fajãzinha
- Fonsaco
- Vila dos Mosteiros
- Ribeira Ilhéu

## Demographische Entwicklung
| 1990   | 2000   | 2010   |
| ------ | ------ | ------ |
| 10.331 | 13.535 | 17.449 |